# Coronie

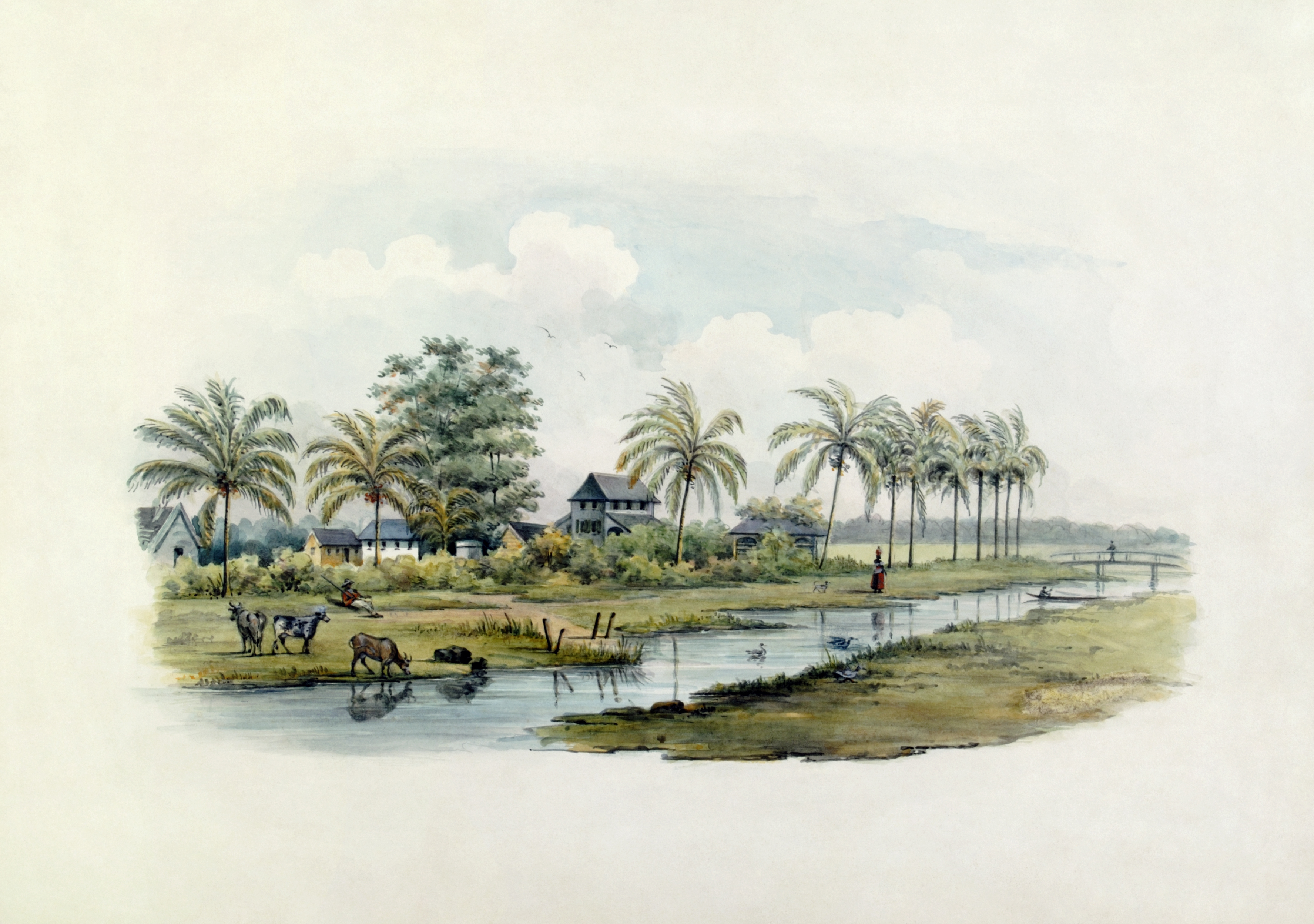
Plantage Moy, 19e eeuw

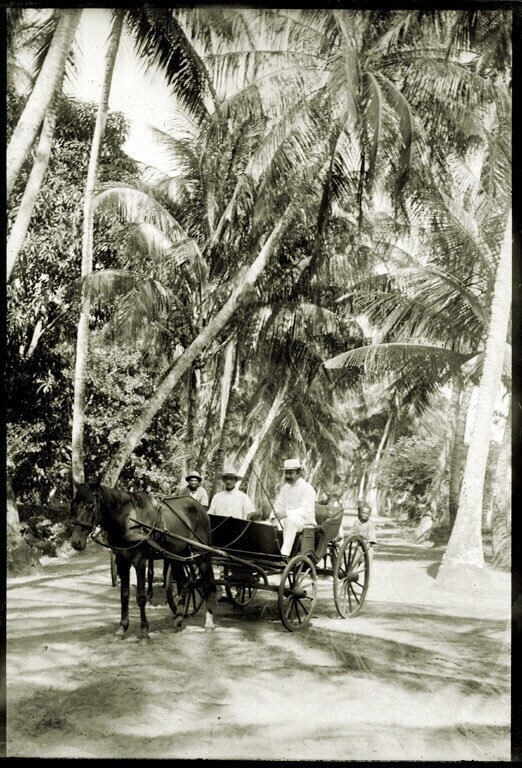
Paard en wagen in een palmenlaan, met hierin een koetsier en een EBG-zendeling, glasnegatief, Théodore van Lelyveld, circa 1896

Coronie is een van de districten van Suriname. Het bevindt zich in het noordwesten van het land. De hoofdplaats is Totness.
Met de kolonisatie van het district werd rond 1800 begonnen. Katoen was het belangrijkste product. Veel van de oorspronkelijke planters waren Schotten - Suriname was toen onder Brits bewind - wat zich weerspiegelt in de vele Engelstalige plaatsnamen in het district. Begin 19de eeuw maakte Coronie nog deel uit van het district Nickerie. In 1851 werd het daarvan afgesplitst. De naam Coronie is afgeleid van de aldaar gevestigde militaire post Corona.
Na de katoen was de kokosproductie erg belangrijk in Coronie. In de loop van de 20ste eeuw ging de kokosindustrie echter achteruit door ziektes en veroudering. Tegenwoordig zijn rijst en de visvangst de belangrijkste inkomensbronnen voor Coronie. Desondanks staat Coronie nog altijd bekend om zijn kokospalmen.
Coronie heeft met 3.391 inwoners (2012) de kleinste bevolking van alle Surinaamse districten. De meeste Coronianen wonen langs de Oost-Westverbinding. Het merendeel van de bevolking bestaat uit Creolen en Javanen. 

## Geschiedenis
Tot de achttiende eeuw waren er geen noemenswaardige nederzettingen in Coronie. Plantages daar zouden niet beschermd zijn tegen overvallen vanuit de zee en er was genoeg grond in het oosten, waar Fort Nieuw-Amsterdam voor veiligheid zorgde. De eigenlijke Surinamekolonie beperkte zich tot de Suriname- en Commewijnerivier en hun zijtakken.
Rond 1800 stabiliseerde de situatie in Europa zich echter enigszins, waardoor het gevaar voor overvallen afnam. Ook begon men in het Oosten van de kolonie steeds meer last te krijgen van overvallen door Marrons. De Schot Alex Cameron begon hierop in 1808 met de bouw van de eerste plantage in Coronie waar tegenwoordig Burnside ligt. Suriname was toen onder Brits bewind. Meer Schotten volgden hem, vooral vanuit Grenada, waar de landbouwgronden uitgeput raakten.
Coronie kende de volgende plantages, voor korte of langere tijd (van oost naar west): Bethanië, Bethel, Penel, Palestina, Inverness, Hamilton, Welgelegen, Hague,  Moy, Persévérance, Cardrosspark, Bellevue, Mary's Hope, Totness, Friendship, Bantaskine, John, Belladrum, Johanna Maria, Novar, Clyde, Leasowes, Sarah, Burnside, Hope, Oxford, Potosie, Bucklebury, Waltonhall. Dit waren allemaal katoenplantages, met uitzicht op zee. Ze waren met elkaar verbonden door een schelpenpad, waarover men reed met ossenkarren.
Coronie maakte aanvankelijk deel uit van het district Nickerie. Het huidige Nickerie werd "Neder-Nickerie" genoemd; het huidige Coronie "Opper-Nickerie" of "de Zeekust". Het district Coronie werd op 10 oktober 1851 afgesplitst en vernoemd naar de militaire post Corona, gelegen tussen de plantages Friendship en Bantaskine, die zijn naam weer dankt aan de Coronakreek.
Zending en missie hebben hun sporen in Coronie achtergelaten in de vorm van diverse kerken en scholen. De EBGS had zendingsposten op de plantages Clyde (Salem), Totness en Hamilton. De katholieken hadden missieposten op de plantages Cardross Park, Welgelegen, Mary's Hope en Burnside.
Na de afschaffing van de slavernij in 1863 werden de meeste plantages in delen verkocht aan de vrijgeworden slaven om aan kleinlandbouw te doen. Vooral de kokoscultuur en daarmee verbonden het houden van varkens – Varkens werden gevoerd met kokosvlees – was aanvankelijk belangrijk. Door ziekten en veroudering ging zij echter langzaam achteruit.
In 1965 haalde Coronie het wereldnieuws omwille van de lancering van vier onderzoeksraketten, telkens één op 18, 21, 24 en 27 september. De lanceringen waren in de handen van speciaal hiervoor door de NASA opgeleide Nederlandse deskundigen en vonden plaats op een speciaal hiervoor geconstrueerd lanceerplatform, een eenvoudig blok beton van 20×20 meter. Doel van het onderzoek, een samenwerking van de Universiteit Utrecht en het KNMI, was het verrichten van zwaartekrachtmetingen en het onderzoeken van windstromen in de hoogste luchtlagen. Omwille van de enorme belangstelling van de plaatselijke bevolking, die niet door de enige politieman van het district in toom kon worden gehouden, werden de raketten dag en nacht door het koloniale leger bewaakt.

## Geografische indeling
Al sinds de plantagetijd wonen verreweg de meeste Coronianen op een dunne strook hogergelegen grond langs de kust, een aaneengesloten complex van schelpenritsen. Ten noorden en zuiden van deze ritsen liggen landbouwgronden, in het noorden begrensd door de zee, in het zuiden door een zoetwaterzwamp (moeras), dat voor de zoetwatervoorziening zorgt. Een deel van deze drassige landen behoren tot het Bijzonder Beheersgebied Bigi Pan, dat zich uitstrekt tot in het district Nickerie.

### Ressorten en plaatsen

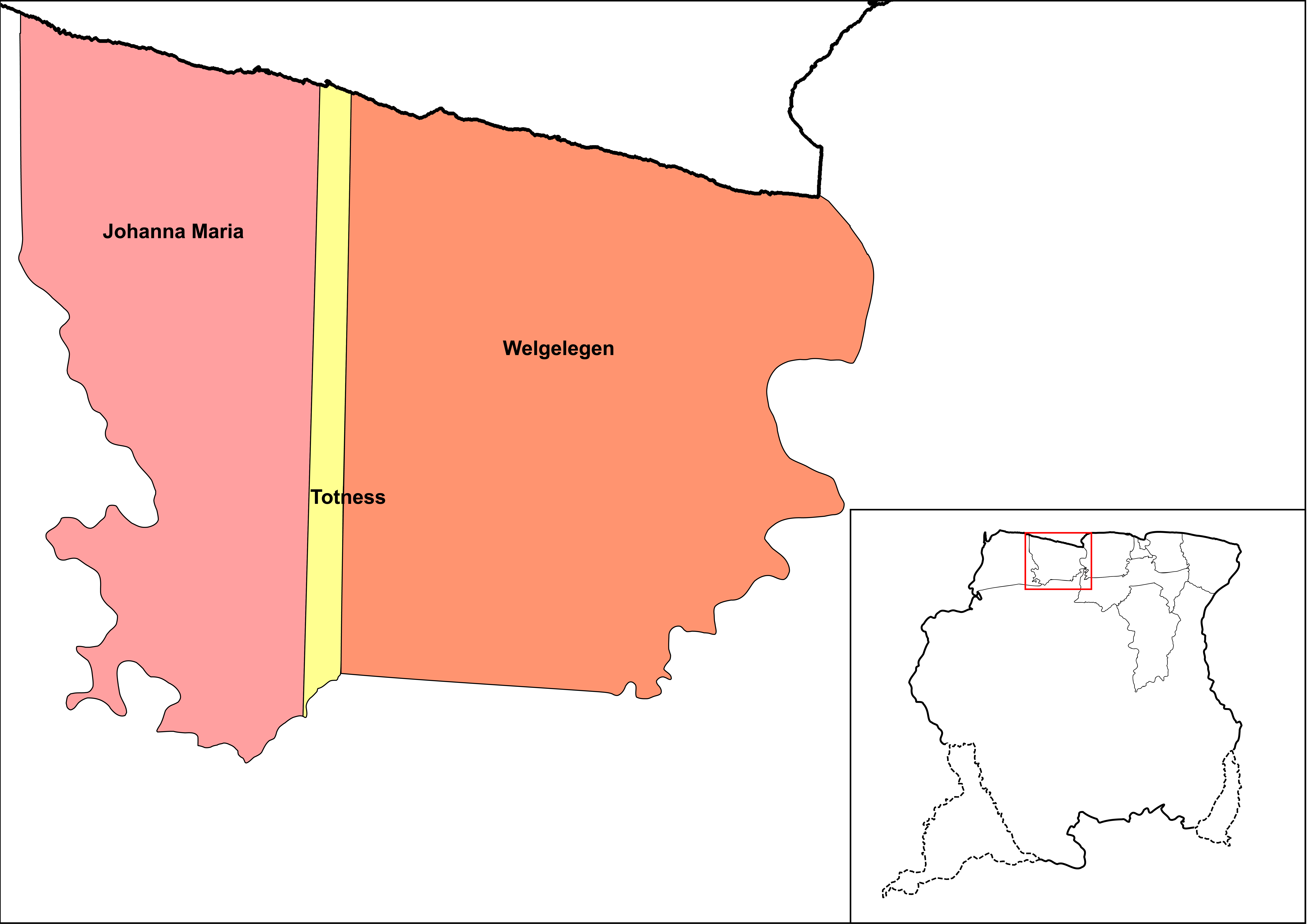
Ressorten van Coronie
Johanna Maria (roze)
Totness (geel)
Welgelegen (oranje)

Het district Coronie is onderverdeeld in drie ressorten. De ressorten zijn genoemd naar hun hoofdplaats.
- Totness (districthoofdplaats, ressort en voormalige katoenplantage)
  - Bantaskine (dorp en voormalige katoenplantage)
  - Friendship (dorp en voormalige katoenplantage)
  - John (dorp en voormalige katoenplantage)
- Johanna Maria (ressort, dorp en voormalige katoenplantage)
  - Burnside (dorp en voormalige katoen- en suikerplantage)
  - Clyde (dorp en voormalige katoenplantage)
  - Novar (dorp en voormalige katoenplantage)
  - Perseverance (dorp en voormalige katoenplantage)
- Welgelegen (ressort, dorp en voormalige katoenplantage)
  - Cadrosspark (dorp en voormalige katoenplantage)
  - Hamilton (dorp en voormalige katoenplantage)
  - Ingikondré (dorp en voormalige katoenplantage)
  - Jenny (dorp)
  - Mary's Hope (dorp en voormalige katoenplantage)

## Politiek

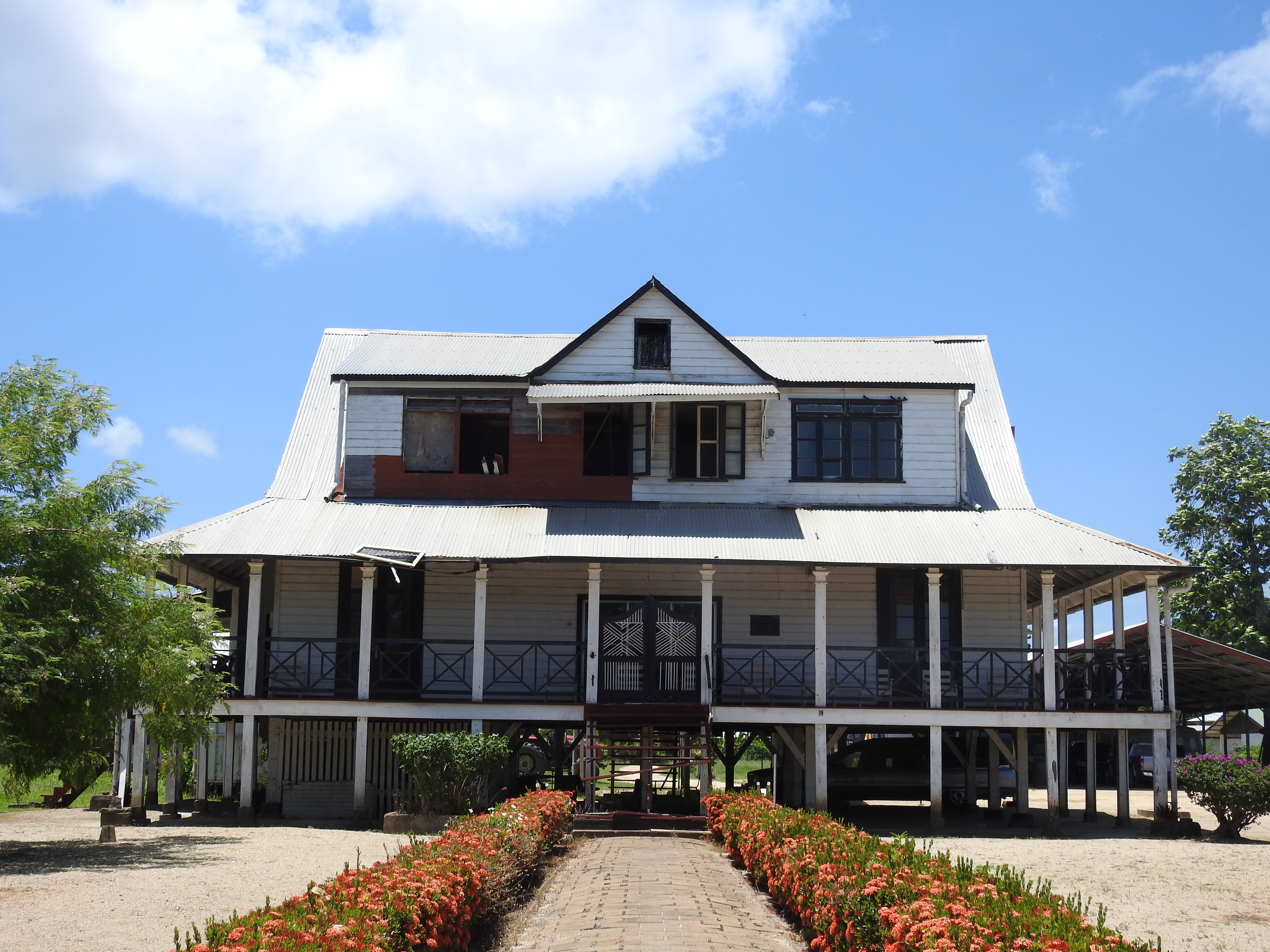
Ambtswoning van de commissaris in Friendship

Het district Coronie wordt in De Nationale Assemblee vertegenwoordigd door twee gekozen parlementariërs. Gelet op het bevolkingsaantal kan in dit district met de minste stemmen een zetel behaald worden. Mede hierdoor wordt er vaker gepleit voor wijziging van het kiesstelsel.

### Districtscommissarissen
Hieronder volgt een incomplete lijst van districtscommissarissen die het district hebben bestuurd:
| Districtscommissaris    | van                | tot                | partij |
| ----------------------- | ------------------ | ------------------ | ------ |
| Herman Leefmans         | 1945               | 1951               | ?      |
| Erwin Demon             | 1998               | 2000               | ?      |
| Ireen Esajas            | 2008               | 2010               | NPS    |
| Roline Samsoedien       | 2010               | 1 maart 2011       | NDP    |
| Harriët Ramdien         | 1 maart 2011       | 16 mei 2012        | NDP    |
| Wedprekash Joeloemsingh | 16 mei 2012        | 1 juli 2012        | NDP    |
| Harrold Sijlbing        | 1 juli 2012        | 15 april 2014      | NDP    |
| Aroenkoemar Ramdhani    | 15 april 2014      | 8 juni/1 juli 2016 | NDP    |
| Wedprekash Joeloemsingh | 8 juni/1 juli 2016 | december 2017      | NDP    |
| Remie Tarnadi           | december 2017      | 8 april 2020       | NDP    |
| Naltus Naana            | 8 april 2020       | 25 augustus 2020   | NDP    |
| Maikel Winter           | 25 augustus 2020   | 12 maart 2025      | NPS    |
| Rianto Kasanmoesdiran   | 17 maart 2025      | heden              |        |

## Economie
Coronie is uitermate vruchtbaar en staat in Suriname bekend om zijn kokospalmen. Uit de noten maakte men vroeger op grote schaal kokosolie, maar met die industrie is het al tientallen jaren gedaan. Tijdens het militaire bewind in de jaren tachtig besloot de met de militairen samenwerkende politieke partij PALU om de rijstbouw een impuls te geven. Tegenwoordig verbouwt men in Coronie rijst en allerlei grondvruchten en doet aan visvangst in de rijstakkers. Met name de kwikwi is zeer geliefd. Ook staat Coronie bekend om bijenteelt en honing. Er zijn ook veeboeren.
De regering-Bouterse nam in 2014 het initiatief, de rijstbouw nieuw leven in te blazen. Ze kwam met een plan van voorfinanciering door het ministerie van landbouw, veeteelt en visserij om de noodzakelijke investeringen door de boeren mogelijk te maken.
In 2015 werd met geld van de Europese Unie en het Caribbean Agricultural Research and Development Institute (CARDI) en het International Trade Centre (ICT) een project gestart de kokoscultuur weer nieuw leven in te blazen.

## Monumenten
| Artikel                    | Type           | Omschrijving                             | Foto | Kunstenaar                                                       | Onthulling | Locatie                   |
| -------------------------- | -------------- | ---------------------------------------- | ---- | ---------------------------------------------------------------- | ---------- | ------------------------- |
| Boom geplant voor Ketikoti | flamboyantboom | afschaffing van de slavernij in Suriname |      | n.v.t.                                                           | onbekend   | Friendship                |
| Mariabeeld                 | standbeeld     | Maria, christendom                       |      | onbekend                                                         | onbekend   | Mary's Hope               |
| Standbeeld van Tata Colin  | standbeeld     | Tata Colin                               |      | onbekend                                                         | 1999       | Totness, Tata Colin Plein |
| Gedenkteken Revolutie      | standbeeld     | Sergeantencoup                           |      | A. Mungroo (ontwerper); F. Mac Donald en A. Pengel (uitvoerders) | 1981       | Totness, Tata Colin Plein |
| I love Coronie             | beeldmerk      | symbool van liefde voor Coronie          |      | Aswin Doorson                                                    | 2014       | Totness, Tata Colin Plein |

## Mobiliteit
Coronie was lange tijd erg geïsoleerd. Het district kon enkel vanuit de zee bereikt worden en enkel kleine schepen konden de plantagekanalen, die ook nog eens geregeld dichtslibden, opvaren. Transport van goederen en passagiers was enkel mogelijk door ze met deze kleine schepen, over volle zee, naar grotere schepen te vervoeren. Plannen om een kanaal naar Nickerie te graven werden niet verwerkelijkt. Deze isolatie werd pas gebroken door de aanleg van de weg Jenny-Ingikondré (tegenwoordig een deel van de Oost-Westverbinding) in 1943, hoewel de reis naar Paramaribo ook daarna nog lang duurde. De meeste Coronianen wonen langs de Oost-Westverbinding; alleen bij Totness zijn een paar wegen parallel aan de hoofdweg. Totness beschikt ook over een vliegveld.

## Waterhuishouding
Een belangrijk probleem voor de bewoners is het water. De zee spoelt met grote snelheid de kust weg waardoor de Oost-Westverbinding soms plaatselijk onder water komt te staan. De meeste mensen wonen aan deze weg. De kanalen die leiden van de zee naar de zwamp en naar de sluizen worden niet altijd even goed onderhouden. Bij de rijstvelden ten zuiden van deze weg ligt een dam die het water van de Coroniezwamp tegenhoudt. Dat water wordt gebruikt voor irrigatie van landbouwvelden. Al sinds de jaren negentig bestaan er plannen voor de vervanging van de uit klei bestaande zeedam door een hogere dam van sterker materiaal. Waterbouwkundigen maken luchtfoto's om de kustafslag in kaart te brengen.
Om het wateroverlastprobleem in Coronie tegen te gaan, worden er zeedijken aangelegd. Dit project, uitgevoerd door de Nederlandse aannemer MNO Vervat begon in 2008 en was in februari 2018 gereed.

## Bevolking
Bij de laatste Surinaamse volkstelling in 2012 telde het district 3391 inwoners en heeft daarmee de kleinste bevolking van alle districten. Het merendeel, 2.436 ofwel 72%, zijn Creolen. De 533 Javanen (16%) vormen de tweede grootste bevolkingsgroep. De andere bevolkingsgroepen zijn telkens door minder dan honderd personen in Coronie vertegenwoordigd, maar geen enkele ontbreekt volledig. Eén persoon gaf als etniciteit blank aan. 257 mensen gaven aan van 'gemengde' afkomst te zijn. Opvallend in Coronie is het relatief groot aantal Chinese namen van de bewoners. De oorzaak hiervan is terug te voeren tot 1858, toen een groep van 25 Chinese immigranten naar Coronie werd gezonden om het Totness kanaal uit te graven. Zij bleven er voor het merendeel wonen en vermengden zich met de lokale bevolking.
| Census 2012           | Aantal | %     |
| --------------------- | ------ | ----- |
| Totaal Afro-Surinaams | 2.468  | 72,78 |
| Creolen               | 2.436  | 71,84 |
| Javanen               | 533    | 15,72 |
| gemengd               | 257    | 7,58  |
| Hindoestanen          | 86     | 2,54  |
| Marrons               | 18     | 0,53  |
| Chinezen              | 18     | 0,53  |
| Inheemsen             | 15     | 0,44  |
| Afro-Surinamers       | 14     | 0,41  |
| overige               | 8      | 0,24  |
| onbekend              | 5      | 0,15  |
| Blanken               | 1      | 0,02  |
| Totaal                | 3.391  | 100%  |

## Bekende Coronianen

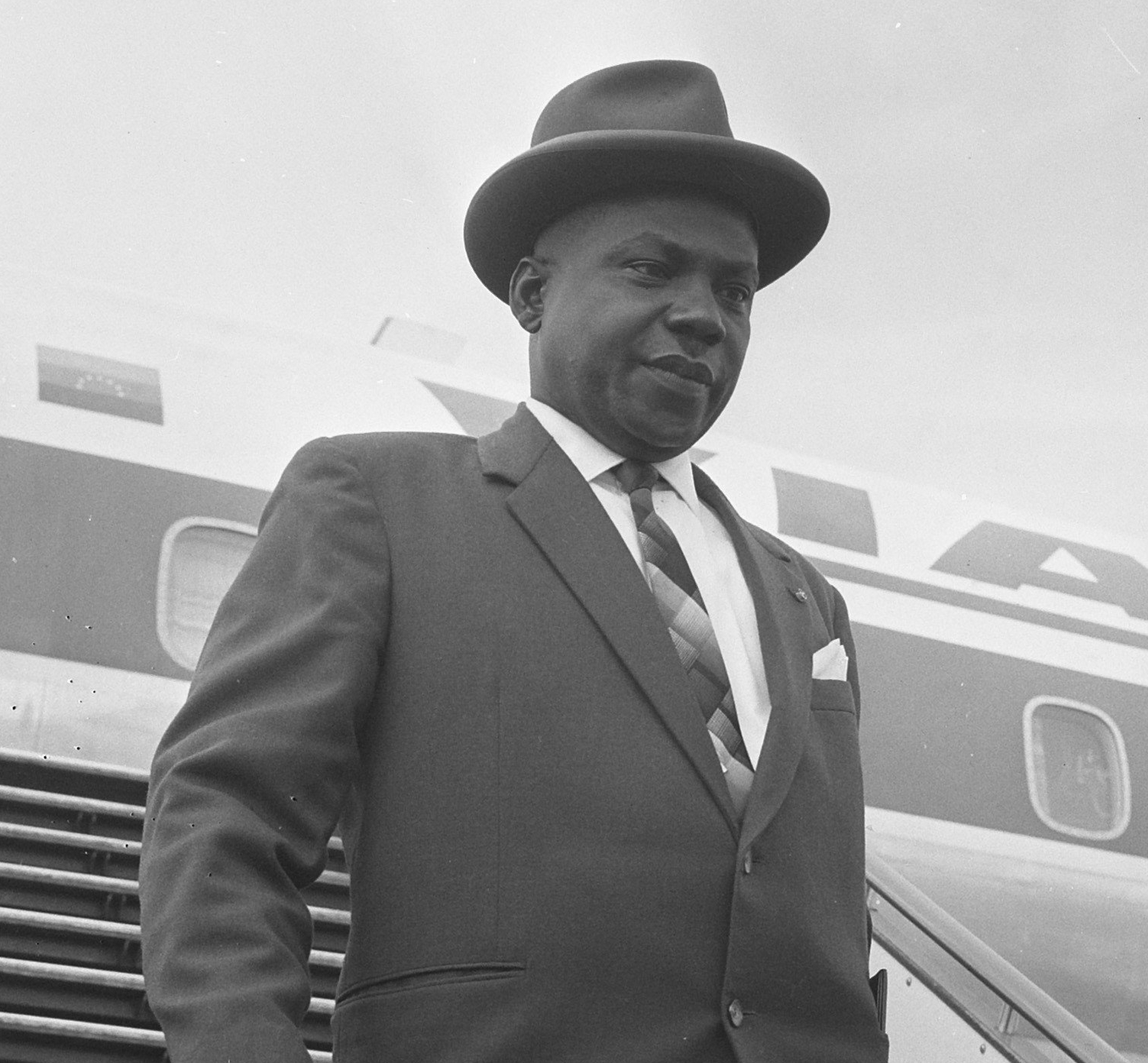
Johan Kraag, oud-president van Suriname

- Tata Colin, voorbereider van een slavenopstand
- Johan Kraag, oud-president van Suriname[15]
- Charley Marbach, voetballer[16]
- Jozef Slagveer, journalist, dichter, schrijver en slachtoffer van de decembermoorden
- Michaël Slory, dichter
- S. Sombra, dichter
- Wim Udenhout (1937-2023), politicus; premier 1984-1986
- Letitia Vriesde (1964), atlete[17]

## Bezienswaardigheden
In 2024 werd in het district op initiatief van Aswin Doorson het monument I love Coronie geplaatst in het Revo Park in Totness. Hieronder volgt een overzicht van foto's uit Coronie:

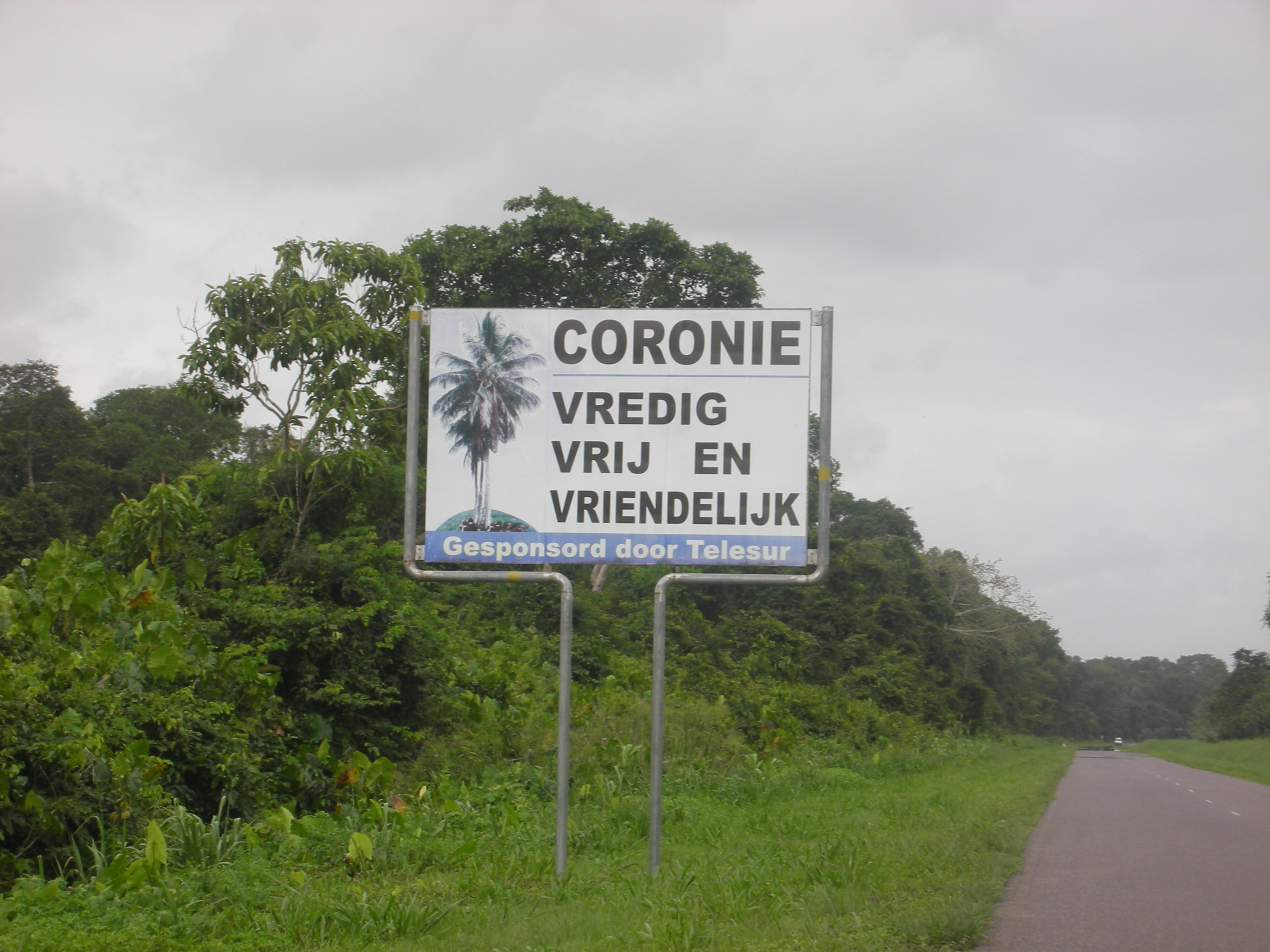
Welkomstbord langs de Oost-Westverbinding
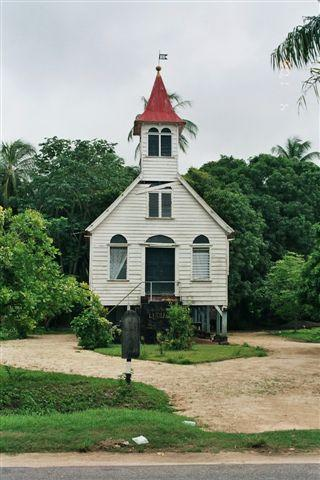
EBG Kerk op palen in Totness
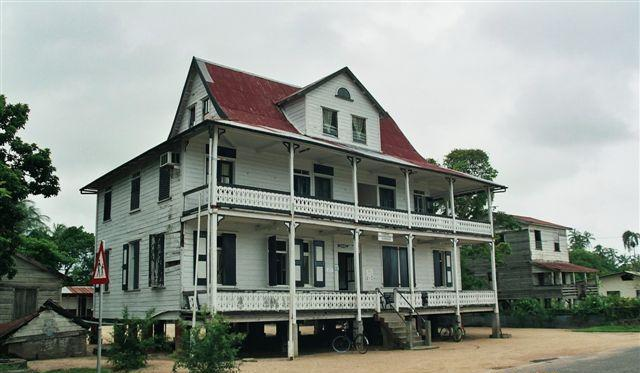
Logeergebouw in Totness
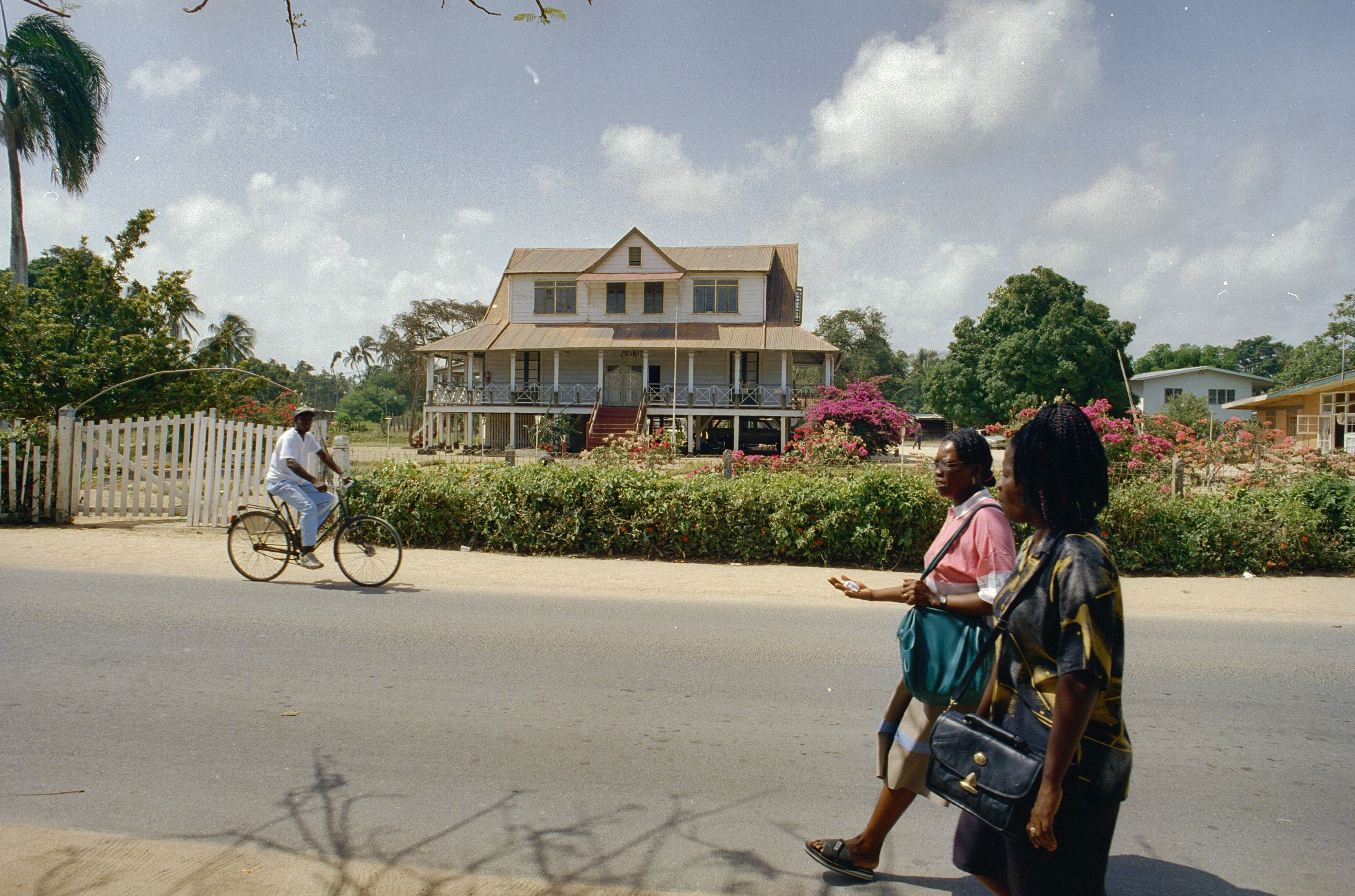
Districtscommissariaat in Friendship (Totness)
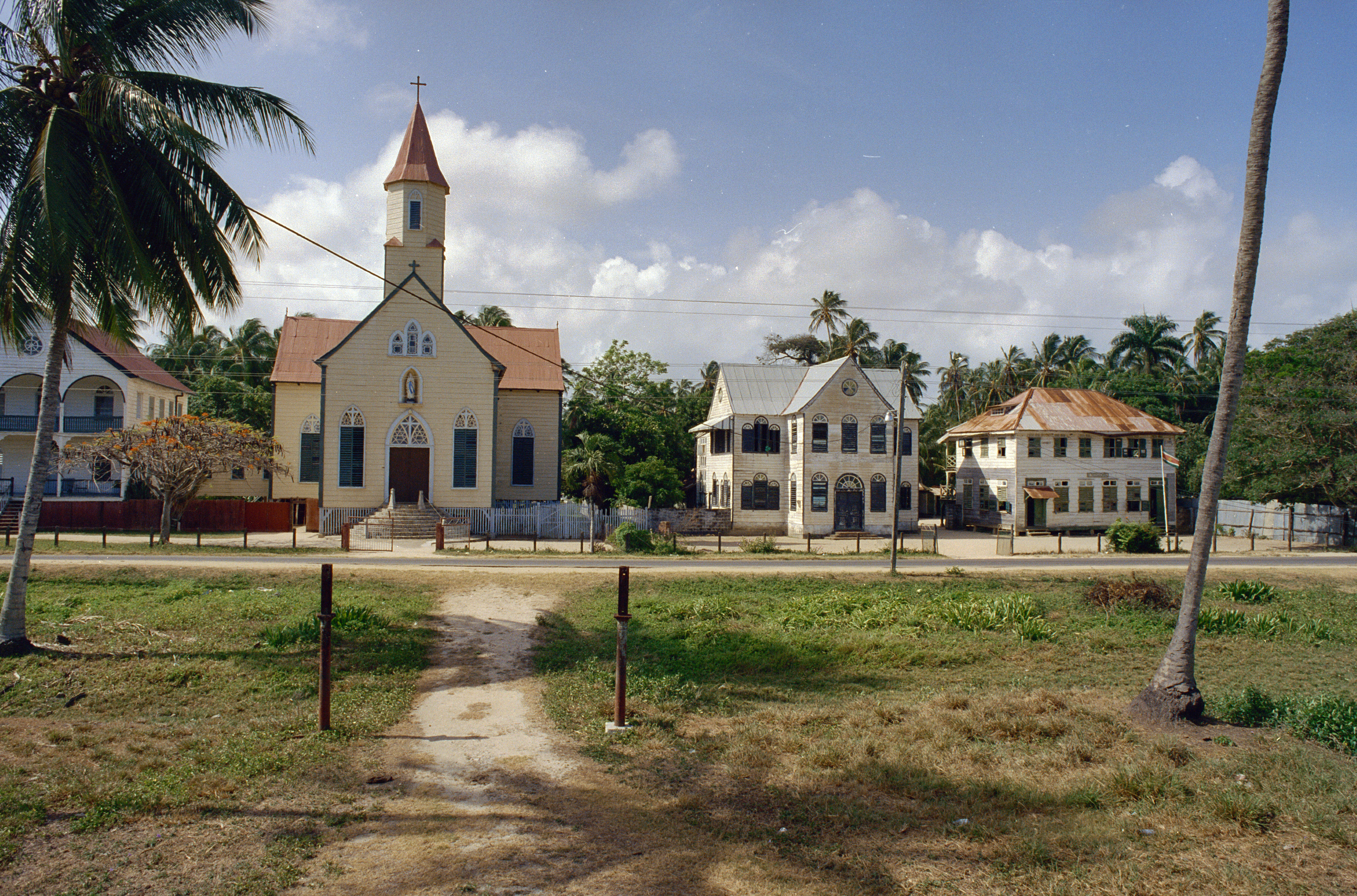
RK kerk te Mary's Hope in 1998
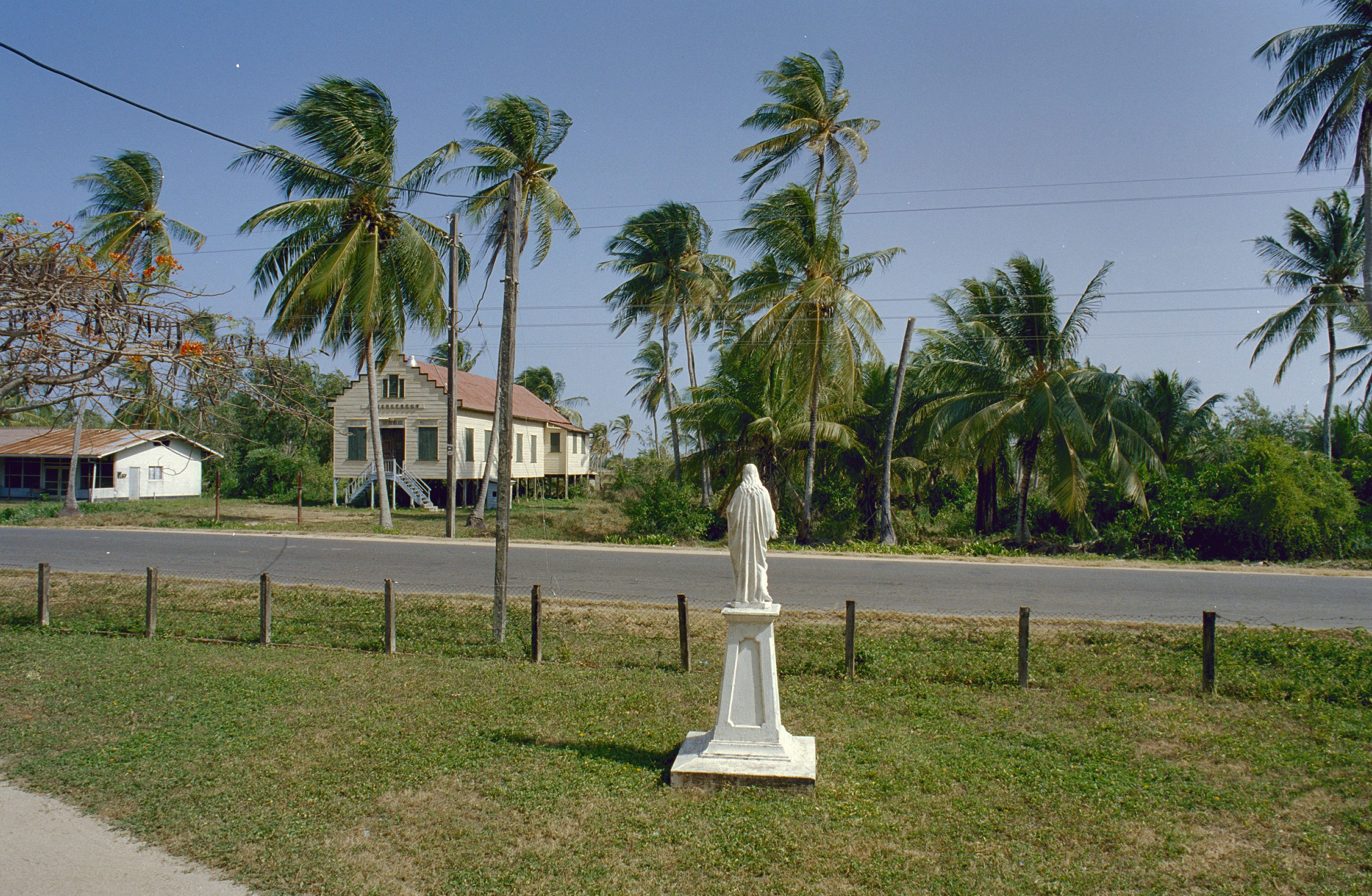
Beeld langs de weg, Mary's Hope
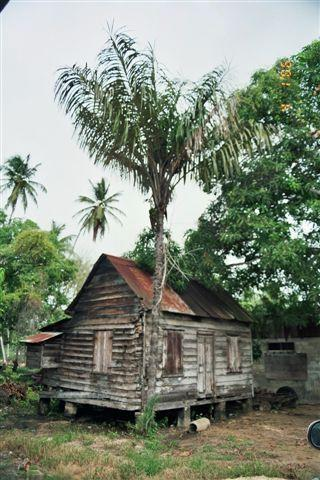
Huisje op palen te Coronie